# كنيس موسى بن ميمون (أبو ظبي)
كنيس موسى بن ميمون هو كنيس يهودي يقع في أبو ظبي، الإمارات العربية المتحدة. افتتح الكنيس رسميًا في 17 فبراير 2023، وسمي على اسم الفيلسوف اليهودي موسى بن ميمون في القرن الثاني عشر. الكنيس هو أول كنيس عام في دولة الإمارات العربية المتحدة. وهو جزء من مجمع بيت العائلة الإبراهيمية.

## البناء
يعد تصميم الكنيس من قبل السير ديفيد أدجاي تفسيرًا حديثًا للهندسة المعمارية اليهودية التقليدية. ويتميز المبنى بواجهة وسقف متقاطعين، يمثلان سعف أشجار النخيل المستخدمة في بناء الخيمة (السكة [الإنجليزية])، هي ملجأ مؤقت يستخدم خلال عيد العرش اليهودي. يوفر الهيكل الحماية من الشمس ويسمح برؤية النجوم في الليل. يحتوي كنيس موسى بن ميمون على سبعة أعمدة على الأرض وثمانية فوق تدعم السقف. الهيكل البرونزي المعدني، الذي ينبعث منه الضوء الطبيعي، على شكل ستارة، فوق السقف. تشبه الأشكال المتعرجة لهيكل خيام المجتمعات اليهودية القديمة لممارسة شعائرها الدينية. يمثل البريد المتسلسل البرونزي هيكل خيمة السكة [الإنجليزية]، وتشير الكوة إلى تشوباه [الإنجليزية]، وهو هيكل مؤقت يستخدم أثناء الزيجات اليهودية للزوجين للوقوف تحت القماش تحت بحر من النجوم. زُيّنَ الجزء الداخلي من الكنيس برموز وملامح يهودية تقليدية. الوصايا العشر مطبوعة باللغة العبرية وتحيط بجدران قاعة الصلاة. يشتمل الكنيس أيضًا على ميكفاه، وهو حمام يستخدم لغرض الغمر الطقسي، ويقع خارج قاعة الصلاة. وهناك أيضًا مساحة أصغر للدروس الدينية.

## تاريخ
أعلن عن فكرة بيت العائلة الإبراهيمية، الذي يضم مسجد الإمام الطيب، في 5 فبراير 2019، من قبل الشيخ عبد الله بن زايد وزير الخارجية والتعاون الدولي، خلال اجتماع اللجنة العليا لمجلس الوزراء للأخوة الإنسانية في مكتبة نيويورك العامة. وان الهدف من بيت العائلة الإبراهيمية هو تعزيز التفاهم بين الأديان والحوار بين الأديان المختلفة.
سُمي الكنيس على اسم العالم والطبيب وعالم الفلك اليهودي في القرن الثاني عشر موسى بن ميمون الذي عاش في المغرب ومصر. وكان واحدًا من أكثر علماء التوراة إنتاجًا وتأثيرًا في العصور الوسطى، وكان طبيبًا. ولد موسى بن ميمون في قرطبة بإسبانيا عام 1135، وأمضى 12 عامًا في السفر قبل أن يستقر في القاهرة، حيث عاش بقية حياته، وقام بالتدريس والكتابة عن اليهودية، توفي بالقاهرة سنة 1204. حضر حفل افتتاح كنيس موسى بن ميمون أعضاء من الجالية اليهودية في أبو ظبي، بالإضافة إلى مسؤولين حكوميين ورجال دين آخرين. افتتح الحاخام الأكبر يهودا سارنا [الإنجليزية]، كنيس موسى بن ميمون، وقاد المرنم أليكس بيترفروند المصلين. ثم دعا الحاخام ليفي دوشمان، أول حاخام مقيم في دولة الإمارات العربية المتحدة ورئيس حباد في الإمارات العربية المتحدة، لتلاوة صلاة يهودية باللغة العبرية لقادة وحكومة دولة الإمارات العربية المتحدة. كما تم إلقاء نفس الصلاة باللغة العربية من قبل الحاخام يوسف حمدي، زعيم الجالية اليهودية اليمنية الصغيرة في أبو ظبي والتي أنقذتها الحكومة الإماراتية قبل عامين.

## روابط خارجية
- الموقع الرسمي